# Pirates Bold
Pour plus de détails, voir Fiche technique et Distribution.
Pirates Bold (« Audacieux Pirates ») est un film américain réalisé par Chester M. Franklin et Sidney Franklin, sorti en 1915. 
Ce film muet en noir et blanc est une comédie mettant en scène des Pirates. Le rôle principal est interprété par l'enfant star Violet Radcliffe.

## Synopsis
Inconnu.

## Fiche technique
- Titre original : Pirates Bold
- Réalisation : Chester M. Franklin & Sidney Franklin
- Scénario : Chester M. Franklin & Sidney Franklin
- Société de production : Majestic Motion Picture Company
- Société de distribution : Mutual Film
- Pays de production :  États-Unis
- Langue : anglais
- Format : Noir et blanc – 1,33:1 – 35 mm – Muet
- Genre : comédie
- Longueur de pellicule : 300 m (1 bobine)
- Année : 1915
- Date de sortie :
  - États-Unis : 15 juin 1915

## Distribution
- Violet Radcliffe : Bob, le chef pirate
- Carmen De Rue : Tilly, la sœur de Bob
- Harry Essman : Waldo
- Baby Radcliffe
- Rhea Haines (en)
- Jack Hull
- Elmo Lincoln : le pêcheur